# Tallahassee
För andra betydelser, se Tallahassee (olika betydelser).
Tallahasse [tæləˈhæsɪ] är huvudstad i den amerikanska delstaten Florida med en yta av 254,5 kilometer2; och en befolkning, som uppgår till cirka 181 000 invånare (2010). Cirka 34 % av befolkningen i staden är afroamerikaner. Av befolkningen lever cirka 25 % under fattigdomsgränsen. 
Tallahassee valdes till huvudstad under en tid då Florida var sparsamt befolkat, staden låg lägligt till mittemellan städerna Jacksonville, delstatens då största stad och Pensacola, en annan större stad.
Staden är belägen i den nordvästra delen av delstaten cirka 30 kilometer söder om gränsen till Georgia.

## Näraliggande städer och förorter
- Bristol
- Crawfordville
- Havana
- Lamont
- Lloyd
- Midway
- Monticello
- Quincy
- Woodville

## Staden i populärkulturen
Om en flicka från staden sjöng Freddy Cannon i sången Tallahassee Lassie. Refrängen går "She's my Tallahassee lassie yeah my Tallahassee lassie – She's my Tallahassee lassie down in F-L-A"